# Страхове поле
Страхове поле — максимальна кількість об'єктів у даній місцевості, які потенційно можна застрахувати (число суб'єктів -страхувальників або кількість об'єктів, що підлягають страхуванню).

## Завдання
Поняття страхового поля використовується  страховими компаніями з метою визначення стратегії і тактики розвитку страхування.
Залежно від сфери діяльності страхове поле може визначатися в масштабах:
1. Країни;
2. Регіону;
3. Області;
4. Району;
5. Міста;
6. Агентської ділянки.

Для кептивних страхових компаній страхове поле фактично характеризує кількість об'єктів страхування у комерційних структур, які створили відповідну компанію (галузь, промислове підприємство, фінансова група тощо).
Для товариств взаємного страхування страхового поля обмежується числом їх членів, загальною кількістю об'єктів, які знаходяться в наявності у засновників.
У добровільному страхуванні по відсотку охоплення страхового поля встановлюється рівень розвитку даного виду страхування. Правильне визначення страхового поля має важливе значення для обґрунтування планованих заходів з розвитку страхування на даному страховому ринку (у селищі, місті, регіоні) завдань щодо укладення представниками страховика (штатними працівниками, страховими агентами та іншими посередниками) договорів майнового, особистого страхування та страхування відповідальності.

## Ступінь охоплення
Страхове поле визначає потенційні масштаби страхування, за допомогою показника ступеня охоплення страхового поля, який розраховується як відношення числа застрахованих до загального числа об'єктів страхування у певному регіоні.

## Суб'єкти страхового поля

### Майнове страхування
- Будівлі;
- Споруди;
- Обладнання;
- Транспортні засоби;
- Тварини;
- Посіви сільськогосподарських культур;
- Готова продукція.

### Особисте страхування
- Громадяни страхового віку;
- Сім'ї.

### Страхування відповідальності
- Число власників майна, яке може бути джерелом значної небезпеки для оточуючих: автомобілі, хімічні й інші підприємства;
- Число власників майна, чия відповідальність перед третіми особами є об'єктом страхування;
- Відповідальність працівників певних професій: лікарі, інженери-проектувальники, аудитори, працівники митниці, нотаріуси тощо.